# Albert Bollmann
Albert Bollmann (5 ottobre 1889 – Langendreer, 26 gennaio 1959) è stato un calciatore tedesco, di ruolo centrocampista.